# Toestandsvergelijking
Een toestandsvergelijking is een wiskundige vergelijking die het verband uitdrukt tussen verschillende grootheden van een systeem die toestandsfuncties zijn, zoals temperatuur, volume en druk, de grootheden waardoor een thermodynamisch systeem wordt bepaald.
De algemene gedaante van een toestandsvergelijking voor een homogeen systeem is
{\displaystyle f(p,V,T)=0}
met p de druk, V het volume en T de temperatuur.

## Voorbeelden
- Voor een ideaal gas is de toestandsvergelijking die van de algemene gaswet of wet van Boyle-Gay Lussac:

{\displaystyle pV=nRT}
met n de hoeveelheid stof (in mol) en R de universele gasconstante (8,314472 J·K−1mol−1).
- Voor een reëel gas is de vergelijking van Van der Waals een benaderende toestandsvergelijking:

{\displaystyle \left(p+{\frac {an^{2}}{V^{2}}}\right).\left(V-nb\right)=nRT}
met a en b constanten die afhankelijk zijn van het gas, waarbij a de onderlinge aantrekkingskracht van de moleculen voorstelt en b het eigen volume van de moleculen. Als V groot genoeg is of n klein genoeg (met andere woorden: als het gas voldoende sterk verdund is) herleidt deze vergelijking zich tot de algemene gaswet.